# Faunis plateni
Faunis plateni är en fjärilsart som beskrevs av Otto Staudinger 1889. Faunis plateni ingår i släktet Faunis och familjen praktfjärilar. Inga underarter finns listade i Catalogue of Life.